# 亚德港
亚德威悉港（發音：[jaːdə veːzɐ pɔɐ̯t]），简称亚德港，是于2012年9月21日启用的德国威廉港集装箱港区的名称。亚德港深水港区由下萨克森州和不来梅州在北海亚德湾共同出资建设，其原文名称中的“Jade”代表下萨克森州的亚德湾，“Weser”代表流经不来梅的威悉河。除了新建的集装箱港区，威廉港还是德国传统的能源、化工和军事港口。
亚德港采用围堰吹填沙的方式建造，现阶段港区包括130公顷、设计吞吐能力270万标准箱的集装箱码头和160公顷的亚德港物流园。集装箱码头的运营商为总部在不来梅的EUROGATE。

## 规划和建设

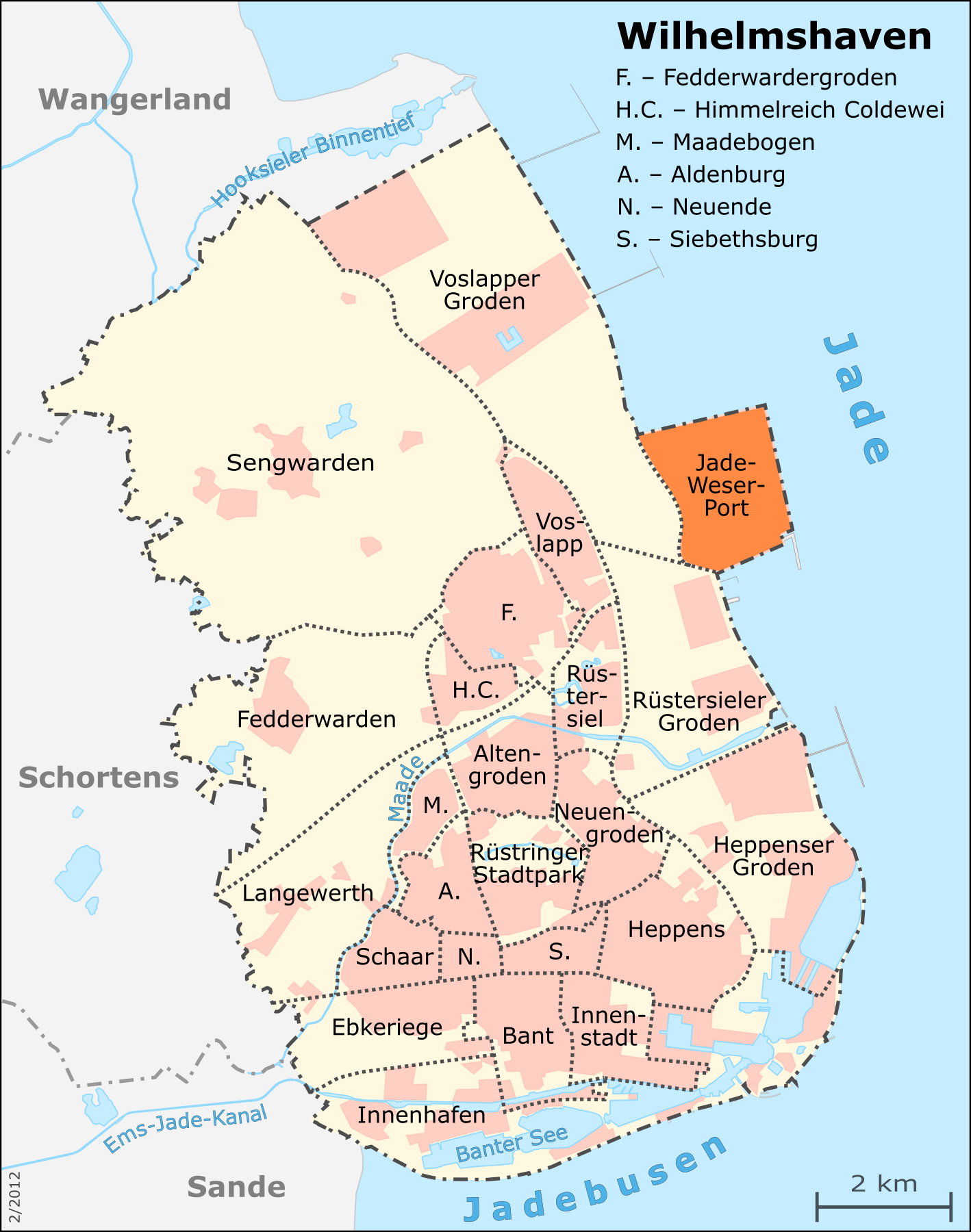
亚德港港区位置图

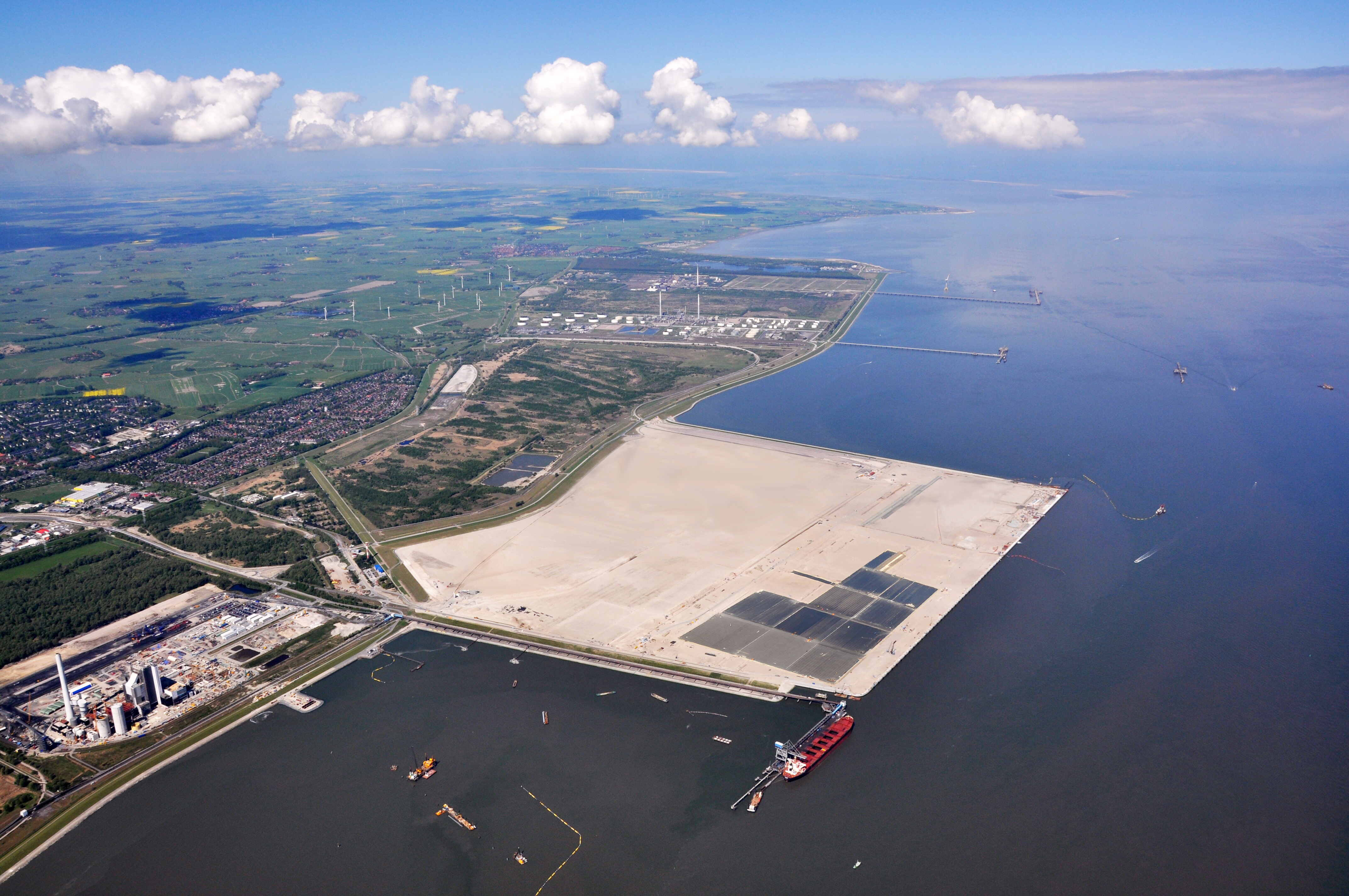
建设中的亚德港（2011年）

威廉港拥有优质的岸线资源，不冻不淤，水深18米，是最新一代集装箱船唯一能够满载挂靠的德国深水港。2012年，全球只有12个港口能够满足这个要求，威廉港是其中仅有的一个德国港口。2002年，在德国港口的作业能力面临饱和的时候，西北部靠海的下萨克森、不来梅和汉堡三个州一致确定了选址威廉港作为深水港的所在地。
港口的建设和运营将能极大带动地区经济的发展、增加就业。仅集装箱码头运营商EUROGATE一家就计划在威廉港创造几百个工作岗位。多个研究报告预计，港口顺利运转后，将为威廉港增加2100到5800个工作岗位。

### 深水优势
由于没有吃水限制，大型集装箱船挂靠威廉港可以充分利用运载能力，避免因为舱位无法充分利用所造成的经济损失。威廉港地理位置靠近公海和国际航道，进港航道所在的亚德湾水域宽阔，进出港条件十分优越。除了是距离德国工业重地北莱茵-威斯特法伦州最近的德国港口，威廉港还是西北欧最靠东的深水港，极为适合干线和支线船舶的中转，用于喂给北欧斯堪的纳维亚、波罗的海和俄罗斯等地的支线港。
马士基3E级集装箱船舶投入使用引起了全球船公司新一轮的船队竞赛，达飞海运、地中海航运、中国海运集团和阿拉伯联合航运也分别订购了规模相当的集装箱巨轮。2014年底起，中国海运集团将陆续接收5艘19000标准箱集装箱船，其长度、宽度和深度分别会达到400米、58.6米和30.5米，总面积为4个标准足球场大小，将是接下来相当长一段时间全球最大的集装箱船。
随着万箱巨轮数量的增加和形势的好转，威廉港正迎来发展的转机。汉堡和不来梅哈芬两个港口都在申请对河道进行疏浚以应对船型扩大，但是由于环保团体的抗议，这两个疏浚工程都暂时搁置，预计在今后三、四年内很难完工。而且即便疏浚完成，超大型船舶依然会面对吃水和宽度的限制。从长远来看，威廉港的深水优势将会得到充分的发挥。

### 调研、筹备和建设过程
亚德港项目是1993年由威廉港港口企业联合会（Wilhelmshavener Hafenwirtschafts-Vereinigung）正式提议的。最初的设想是将项目分为分别包括4个和2个泊位的两个建设阶段。1998和2000年，这个联合会相继发表了潜在市场分析和可行性研究报告。当时计划的启用时间是2010年，计划整体完工时间是2016年，预计总投资为9.5亿欧元，其中6亿欧元投入基础设施的建设，3.5亿欧元由运营商投入地上建筑和设施设备。

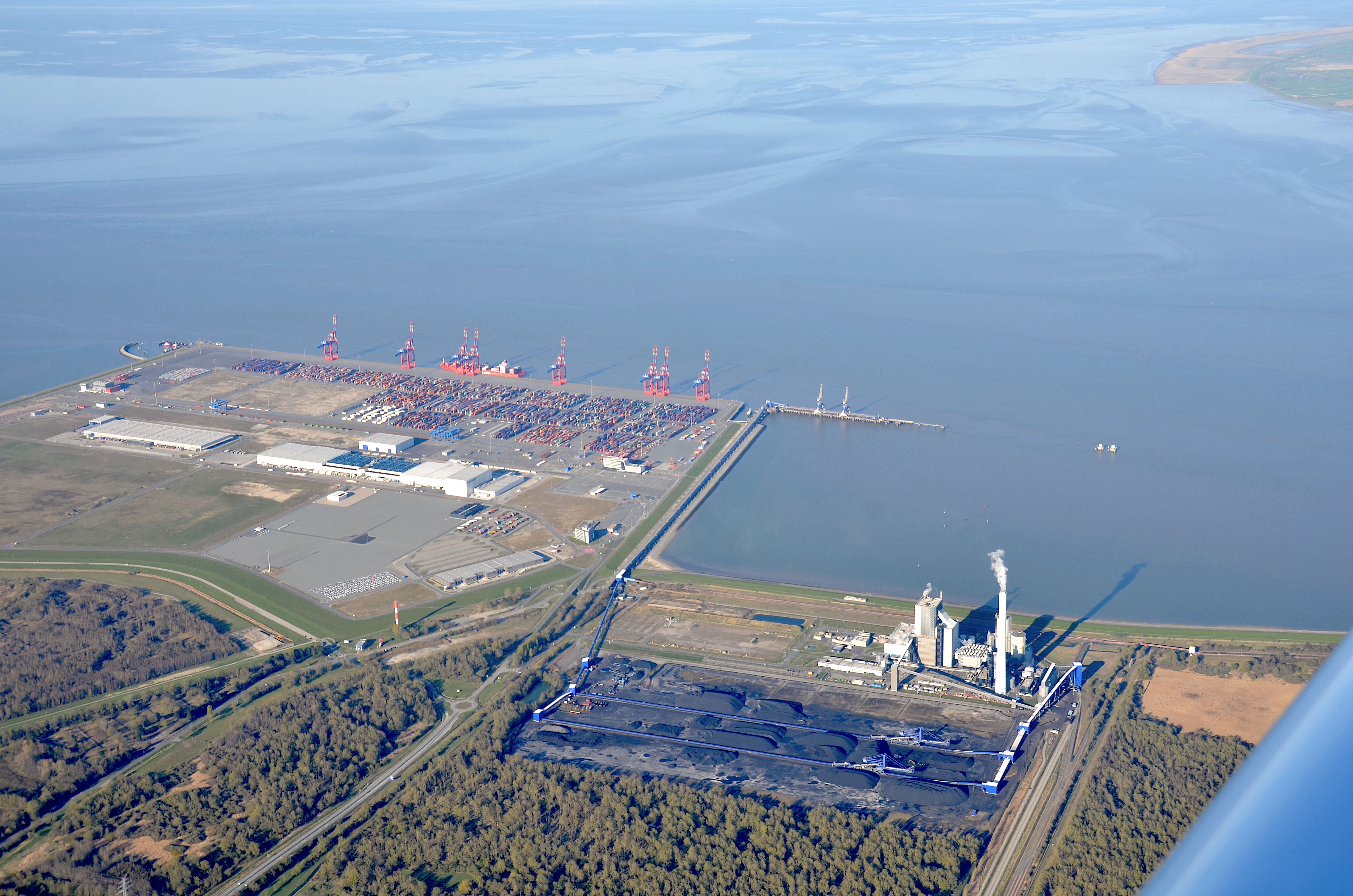
亚德港和威廉港燃煤发电站，2022年

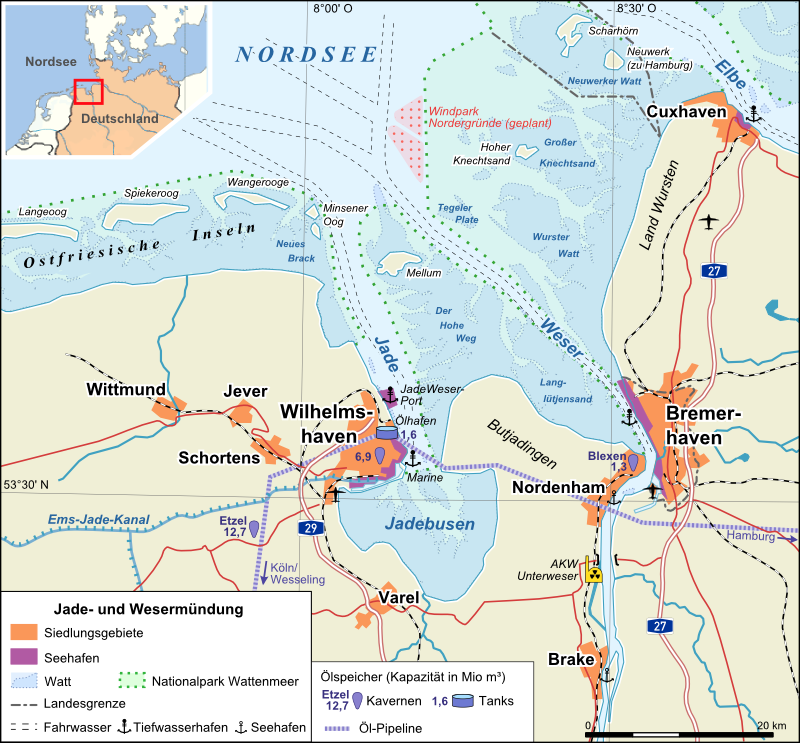
亚德港位于威廉港市正北

继2001年3月成立“亚德港发展公司”负责集装箱深水港项目审批，2003年1月下萨克森和不来梅州政府合资成立了“亚德港实施公司（JadeWeserPort Realisierungsgesellschaft）”承担与项目实施有关的各项工作。在2006年4月的运营权招标中，曾经参与早期调研的码头运营商EUROGATE获得了威廉港集装箱码头的运营权。

### 建设和试运营过程

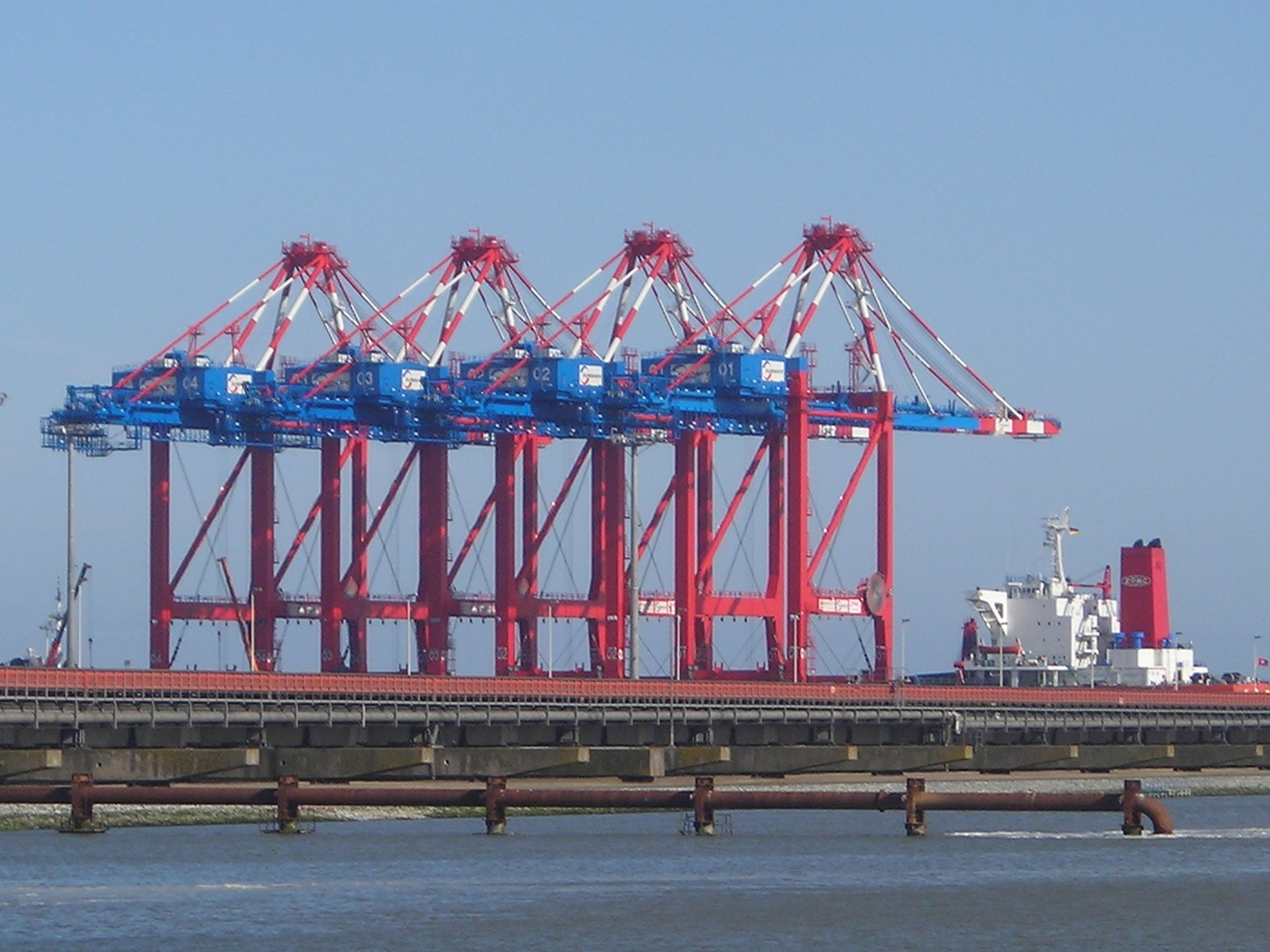
首批上海振华集装箱岸桥

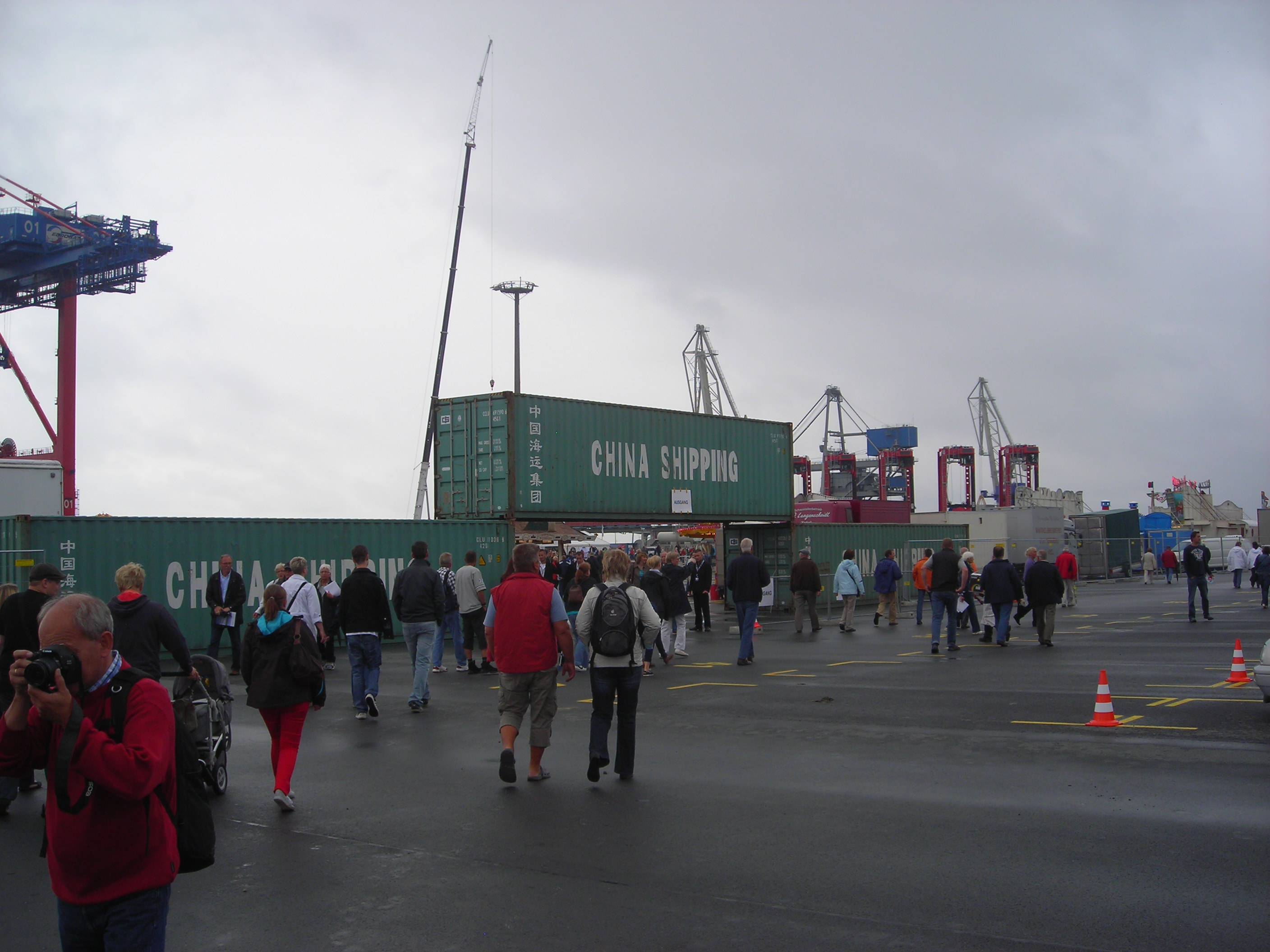
EUROGATE威廉港工地开放日

2007年9月25日，由下萨克森州帕彭堡市Johann Bunte建筑公司牵头的建设联合体赢得了亚德港的建设工程。2008年3月亚德港项目开工，最早开始的是自然保护措施和对吹填的准备工作。2008年5月耗时两年的吹填沙正式开始，同时亚德港港区南北两侧的堤岸建设开工。2008年8月，码头岸墙的打桩作业开始。据统计，亚德港港区共填埋了4千6百万立方米沙土。 2011年年底前，与港区建设配套的疏港高速公路和货运铁路编组站建设完毕。2012年1月，吹填沙工作结束，亚德港港区的建设临近尾声。
2012年3月6日，由中交集团上海振华港机生产的第一批4台集装箱岸桥运抵威廉港，这批岸桥外伸距为69米，是目前全球唯一能跨越25排集装箱作业的岸桥。4月，集装箱码头运营商EUROGATE开始对集装箱码头进行运营测试。 5月底，振华供应的第二批另外4台同类型的岸桥抵达威廉港。作为运营测试的一部分，2012年6月，丹麦支线船公司Unifeeder的“绘架座J”号驳船挂靠亚德港港区。
2012年7月29日，在按照ISPS的要求对港区进行封闭管理之前，EUROGATE邀请对新港口感兴趣的普通民众参观开业在即的集装箱码头，在码头开放的数小时内有数万人到亚德港港区参观。
2012年8月5日，位于港区北端的拖轮码头率先建设完毕，时任下萨克森州经济部长的约尔格·博德（Jörg Bode）出席了竣工纪念仪式。

### 竣工投产及港口发展大事记
2012年9月21日，亚德港管理方 “亚德港实施公司”和集装箱码头运营商EUROGATE举办了隆重的开港仪式，1300多名各国嘉宾见证了新集装箱港的诞生。时任德国副总理兼经济部长的菲利普•罗斯勒和下萨克森州州长大卫•麦克利斯特出席了活动并发言。
开业两周后，继远洋班轮公司马士基之后，支线船公司Seago开始挂靠亚德港港区，自此威廉港被同时纳入马士基集团的远洋和支线航线网络中。
同年12月，对疏港运输有重要意义的威廉港至奥尔登堡铁路线双轨改造项目顺利结束，从亚德港到内陆的铁路运输不仅速度加快，运能也得到了极大提高。德国交通部长彼得•郎绍尔亲自主持了改造项目的竣工仪式。
2013年7月，杜伊斯堡港代理公司成功完成了“杜伊斯堡-威廉港集装箱专列”的技术测试。因为杜伊斯堡是德国最重要的经济中心北莱茵-威斯特法伦州的物流枢纽，这一专列对于威廉港开发腹地货物资源十分有利。
2013年8月15日，联邦德国总统约阿希姆·高克（Joachim Gauck）参加在威廉港举办的第34届德国航海日，并在下萨克森州经济部长李斯的陪同下视察了亚德港港区。
2013年10月5日，投入运营1年多的威廉港集装箱码头首次迎来全球最大集装箱船——“美杰马士基”号。该轮船长400米，宽59米，高73米，能运载18000个标准箱，属于马士基3E级集装箱船之一。比“美杰马士基”号较早10几个小时，15500标准箱的“欧根马士基”号同样抵达了威廉港。这两艘万箱轮船的密集挂靠，验证了威廉港无障碍接挂大船的条件。

## 威廉港集装箱码头各项参数
| 占地面积           | 130公顷                           |
| 设计年吞吐能力     | 270万标准箱                       |
| 码头长度           | 1725米                            |
| 泊位数             | 4个（可供四艘超大型船舶同时挂靠） |
| 进港航道           | 23海里                            |
| 泊位前水深         | 18米                              |
| 全天候允许最大吃水 | 16.5米                            |
| 调头区             | 直径700米                         |
| 集装箱岸桥         | 16台（完全投产阶段）              |
| 公路               | 联邦高速A29                       |
| 铁路               | 威廉港-奥尔登堡铁路线（双轨）     |

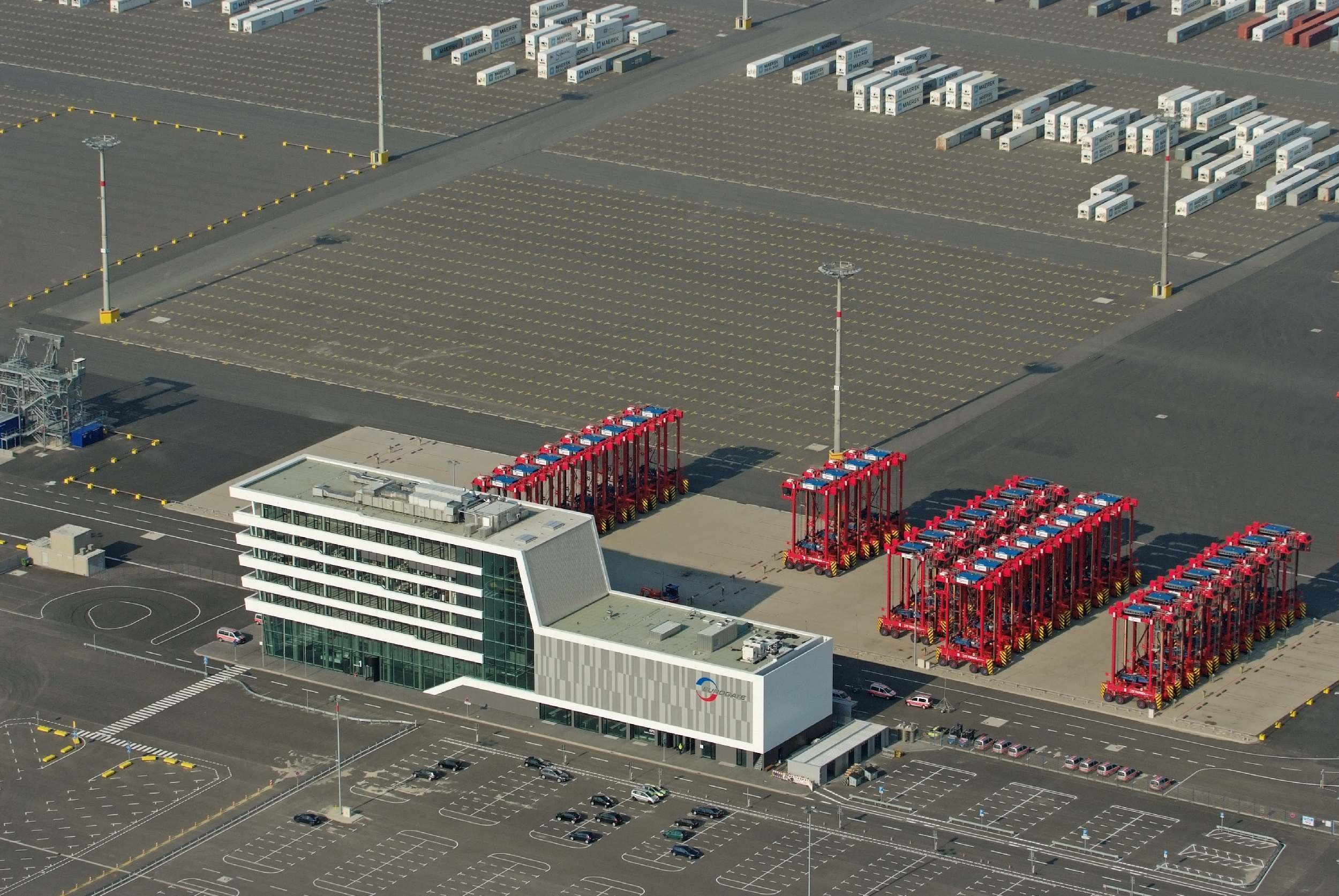
EUROGATE码头办公楼

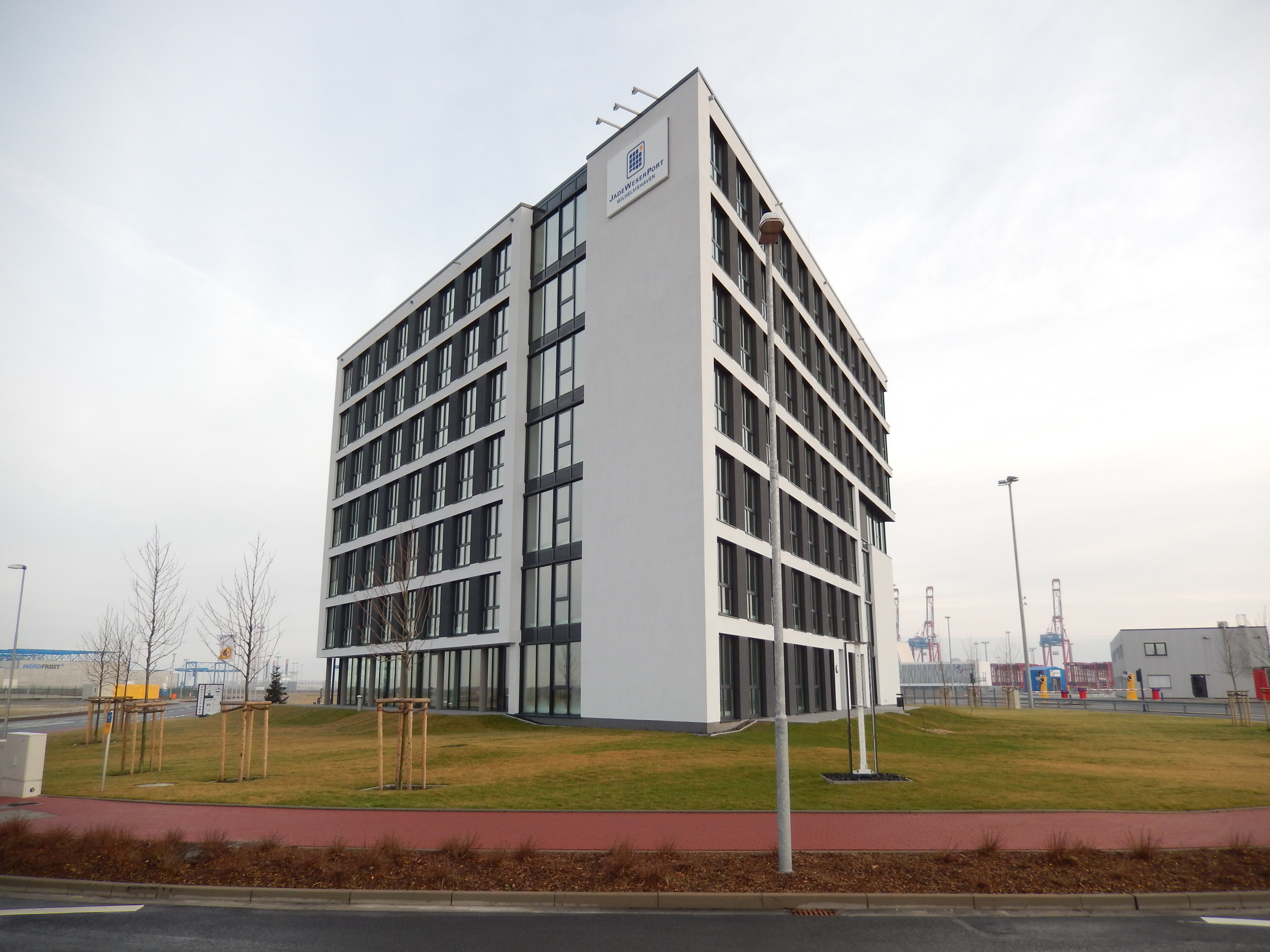
亚德港服务商大楼

2012年，亚德港实施公司授予了不来梅Unterweser Reederei（URAG）、汉堡Bugsier-, Reederei- und Bergungsgesellschaft（Bugsier）以及荷兰Kotug等3家公司在亚德港的6年拖轮运营权。

## 亚德港物流园

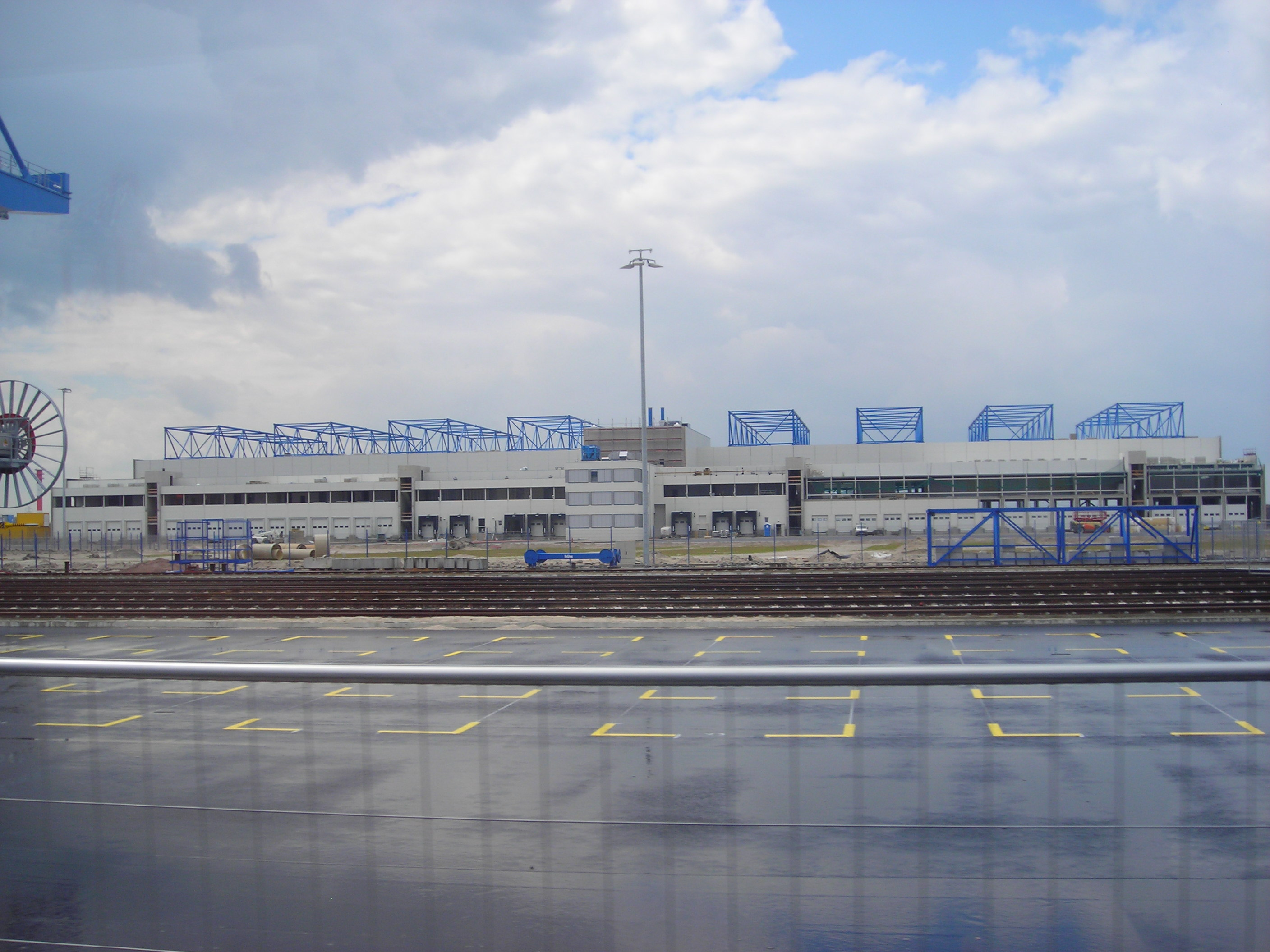
Nordfrost冷藏中心

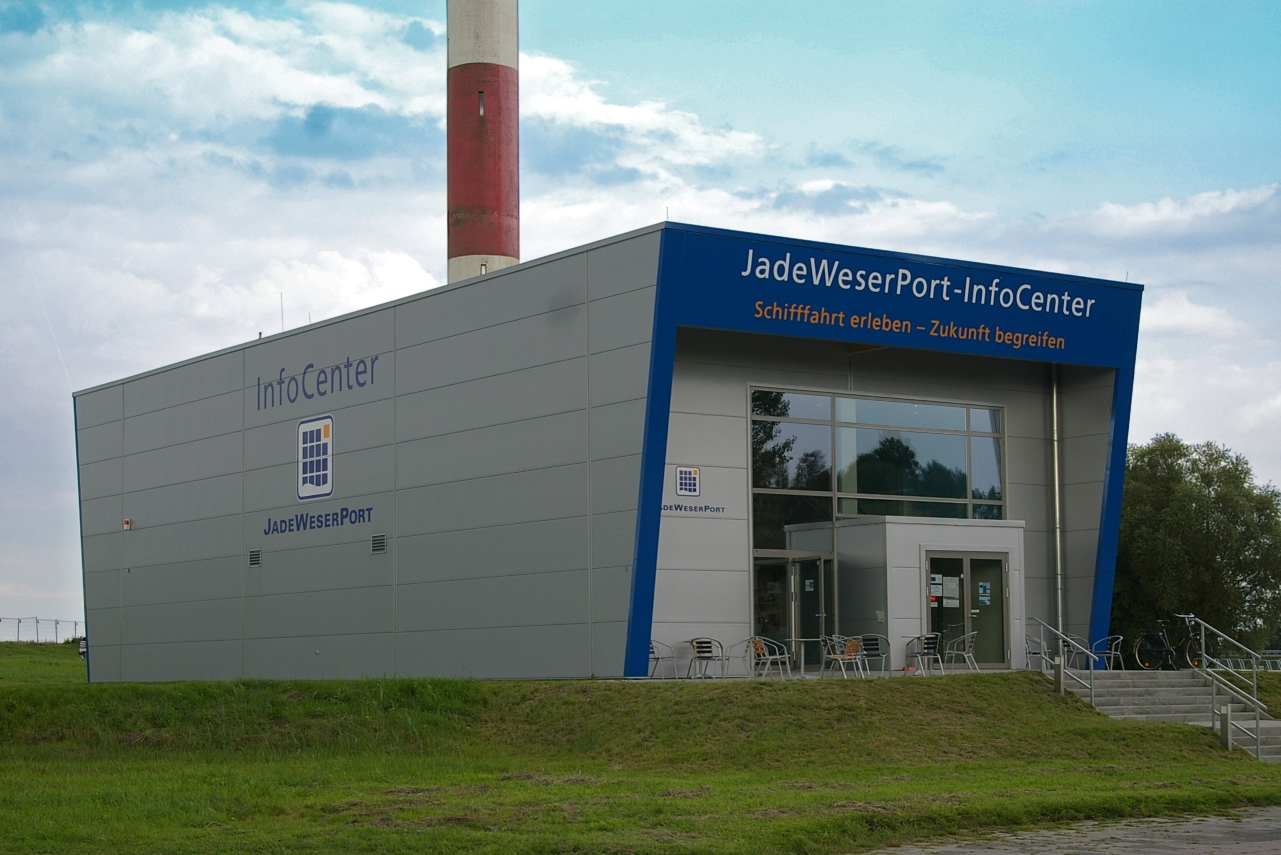
亚德港信息中心

按照现代的港口规划理念，威廉港集装箱码头后方配有160公顷的亚德港物流园，用于发展临港仓储和物流。动植物检验检疫机构、海关分别在港区内设有分局，以提高货物通关效率。

## 区位优势和交通衔接条件
凭借水深和海港的区位优势，威廉港是北欧斯堪的纳维亚、波罗的海、俄罗斯等地货物的理想中转枢纽。大型船舶在威廉港挂靠不受水深限制，进出港十分便捷，有利于货物在大小船舶之间的倒转。
预计中长期，中转货将占到威廉港货物吞吐量的60%，另外20%货物通过公路、20%货物通过铁路运输。
研究报告预测，在威廉港集装箱码头达到理想的运转状况后，A29疏港高速的日卡车流量将超过1000辆次。连接荷兰、德国和波兰的A20沿海高速下萨克森段目前正在规划中，以缓解将来A29将需要应对的压力。而货运火车的数量将从目前每天8列增加到44至60列，因此德国铁路集团已经在2012年底前提高了从威廉港与内陆的铁路线的等级以及运能。
亚德港港区北部建有一个崭新的16轨大型集装箱列车编组站，港区中央是6轨多式联运站。

## 港口旅游

### 亚德港信息中心
亚德港信息中心（JadeWeserPort Infocenter）向参观者介绍对外贸易、航运和港口方面的知识，同时每天还组织多班定点港口观光大巴。威廉港市公交公司开设了一条从主火车站出发，经过亚德港信息中心的公交线。

### 亚德港杯帆船赛
从2002年开始，威廉港市每年举办大型的亚德港杯帆船赛（JadeWeserPort-Cup）。帆船赛通常在十月的第一个周末举行，持续3天时间，历年参加的帆船数量在20艘左右。除了帆船赛事本身，主办方还安排各项餐饮娱乐项目以及烟花表演。